# Leftism
Albums de Leftfield
Backlog
(1992) Rhythm and Stealth
(1999)
Leftism est le premier album de Leftfield, sorti en 1995.

## L'album
L'album est nommé pour le prix Mercury Music mais ne l'obtient pas, échouant face à Dummy de Portishead. Il fait partie des 1001 albums qu'il faut avoir écoutés dans sa vie. Pour Chris Bryans du magazine Record Collector, l'album a sauvé le genre de la dance et le critique n'hésite pas à poser la question : Le meilleur album de dance de tous les temps ? peut-être.

### Titres
Tous les titres sont de Neil Barnes et Paul Daley, sauf mentions. 
1. Release the Pressure (Neil Barnes, Paul Daley, Earl Daley) (7:39)
2. Afro-Left (Barnes, Daley, Neil Cole) (7:33)
3. Melt (5:21)
4. Song of Life (Barnes, Daley, Rupkina) (6:55)
5. Original (Barnes, Daley, Toni Halliday) (6:22)
6. Black Flute (3:46)
7. Space Shanty (7:15)
8. Inspection (Check One) (Barnes, Daley, Daniel Clarke) (6:30)
9. Storm 3000 (5:44)
10. Open Up (Barnes, Daley, John Lydon) (6:52)
11. 21st Century Poem (5:42)

### Musiciens
- Paul Daley, Neil Barnes : programmations, mixage
- Kevin Hayes : berimbau
- Earl Sixteen, Cheshire Cat, Papa Dee, Djum Djum, Toni Halliday, Danny Red, John Lydon, Lemn Sissay : voix